# Sempronio II Malatesta
Sempronio II Malatesta (1528 – Pesaro, 1623) è stato un condottiero italiano.

## Biografia
Sempronio II Malatesta nacque nel 1528, figlio di Sempronio I, fu poverissimo e perciò a disposizione di chi aveva delitti da compiere, in particolar modo per Guidobaldo II e Francesco Maria II, duchi di Urbino. Fu compagno di scelleratezza del fratello Lamberto I e nel 1575 dovette costituirsi prigioniero nella rocca di Faenza, per aver cercato di liberare alcuni compagni tradotti nelle carceri.
Interessandosi di lui il duca di Urbino, riebbe Sogliano ed altri feudi nel 1601, ma dovette combattere contro i sudditi sobillanti della famiglia Barbieri, i quali gli intentarono causa presso il legato di Romagna. Per questo fatto Sempronio commise tali eccessi, per i quali chiamato a Roma, fu rinchiuso nel carcere di corte Savella, condannato ad una grave multa e inviato al confine a Viterbo.
Riuscito a tornare a Roma per produrre appello, venne nuovamente carcerato per tre anni.
Nel 1619 fu liberato ed il confino a Viterbo gli fu commutato, mercé il duca di Urbino, con l'esilio in Romagna. Ma prima di partire al cospetto di papa Gregorio XV, dovette giurare che non si sarebbe vendicato né degli accusatori né dei testimoni. Si stabilì a Pesaro.
Morì a 95 anni, nel 1623.